# Jekatierina Brieszko-Brieszkowska
Jekatierina Konstantinowna Brieszko-Brieszkowska, zd. Wierigo (ur. 13 stycznia?/25 stycznia 1844 w Iwanowym w powiecie newelskim guberni witebskiej, zm. 12 września 1934 w Chvalach k. Pragi) – rosyjska rewolucjonistka, działaczka Narodnej Woli, następnie partii eserowców.

## Życiorys
Pochodziła z rodziny właściciela ziemskiego. Odebrała domowe wykształcenie w rodzinnym majątku Ługowiec. Według własnych wspomnień jeszcze we wczesnej młodości, pod wpływem współczucia dla ubogich chłopów, robotników i służących, jak również przekonana, że nie da się pogodzić chrześcijaństwa i niewoli chłopów, postanowiła "żyć tylko dla ludu". 
W młodym wieku zaangażowała się w działalność społeczną, organizując na wsi artele, stowarzyszenia wzajemnej pomocy, kasy oszczędności, a także szkołę, w której sama przez dziesięć lat nauczała. Założone przez nią kasy i szkoła zostały jednak zamknięte, gdy inni przedstawiciele miejscowej szlachty oskarżyli ją o prowadzenie antyrządowej propagandy. Wówczas porzuciła męża i dziecko, by zaangażować się w nielegalną działalność polityczną. W 1873-1874 razem z innymi działaczami Narodnej Woli brała udział w akcji "pójścia w lud". Posługiwała się wówczas fałszywym nazwiskiem Fiokła Kosoj. Aresztowana w 1874, spędziła trzy lata w więzieniu w oczekiwaniu na proces. Została postawiona przed sądem w tzw. procesie 193 i skazana na pięć lat pracy przymusowej. Była pierwszą w Rosji kobietą skazaną na katorgę w obozach nad Karą w regionie Nerczyńska. Bez powodzenia starała się zbiec, za co została skazana na 4 lata katorgi i 40 batów, tej jednak części kary nie wykonano w obawie o wybuch buntu wśród innych więźniów. W latach 1885–1893 przebywała na przymusowym osiedleniu na Zabajkalu. Powrót do Rosji europejskiej umożliwiła jej amnestia ogłoszona z okazji koronacji Mikołaja II na cesarza Rosji. Już po dwóch latach od zwolnienia, z powodu aktywnego prowadzenia rewolucyjnej agitacji, poszukiwana przez policję przeszła do podziemia i w konspiracji podróżowała po całej Rosji z fałszywymi dokumentami.
Razem z Grigorijem Gerszunim tworzyła Partię Socjalistów-Rewolucjonistów (eserowców) oraz funkcjonującą w jej strukturach Organizację Bojową, która miała dokonywać zamachów na carskich urzędników i policjantów. Autorytet, jakim cieszyła się w kręgach dawnych narodowolców i socjaldemokratów, znacząco przyczynił się do ich skonsolidowania w partii. Była zwolenniczką terroru indywidualnego, w którym widziała jeden z ważniejszych środków działania na rzecz ludu. Do słuszności taktyki terrorystycznej przekonała m.in. Borysa Sawinkowa. 
W 1903 wyemigrowała do Genewy, gdzie współpracowała z Wiktorem Czernowem i Nikołajem Czajkowskim. Zajmowała się m.in. przygotowywaniem rewolucyjnych agitatorów działających w Rosji. W 1904 występowała na mityngach w Nowym Jorku, Bostonie, Filadelfii i Chicago. Wróciła nielegalnie do kraju na wieść o rewolucji w r. 1905. W lutym 1907 podczas II zjazdu eserowców opowiedziała się za utworzeniem wspólnego bloku swojej partii i liberalnej partii kadetów. W tym samym roku Jewno Azef wydał ją policji, w rezultacie czego została aresztowana w Symbirsku. Rewolucjonistka przez trzy lata była więziona w twierdzy Pietropawłowskiej, następnie zesłano ją do Niżnie-Ilimska, a stamtąd do Kirienska. Po nieudanej próbie ucieczki została przetransportowana do Jakucka, a stamtąd do Irkucka i Minusinska. Odzyskała wolność po rewolucji lutowej. Specjalnym wagonem, dostarczonym przez lokalną Dumę miejską, przybyła do Piotrogrodu, skąd następnie podróżowała po kraju, agitując za Rządem Tymczasowym i wzywając inteligencję do pracy na pożytek ludu, twierdząc, że tak powinni postępować ludzie wierzący, idąc za wolą Chrystusa. 
Była zwolenniczką kontynuowania wojny aż do pokonania Niemiec, występowała przeciwko bolszewikom. W 1917 opuściła Komitet Centralny eserowców, gdy partia ogłosiła wycofanie poparcia dla kierującego Rządem Aleksandra Kiereńskiego - Brieszko-Brieszkowska wysoko go ceniła i uważała, że jego działania ocaliły Rosję. Kiereński umożliwił jej zamieszkanie w Pałacu Zimowym. W 1917 wydała swoją autobiografię i napisała szereg broszur na bieżące tematy polityczne, przedstawiając w nich stanowisko eserowców. Opowiadała się za ustanowieniem w Rosji demokratycznej republiki, podziałem ziemi, równymi prawami wszystkich narodowości zamieszkujących Rosję, zniesieniem przywilejów klasowych, ustanowieniem powszechnej oświaty i ośmiogodzinnego dnia pracy. W lipcu 1917 została członkinią redakcji pisma "Wola Ludu". Apelowała do kobiet o wstępowanie do żeńskiego batalionu śmierci. Negatywnie przyjęła rewolucję październikową.

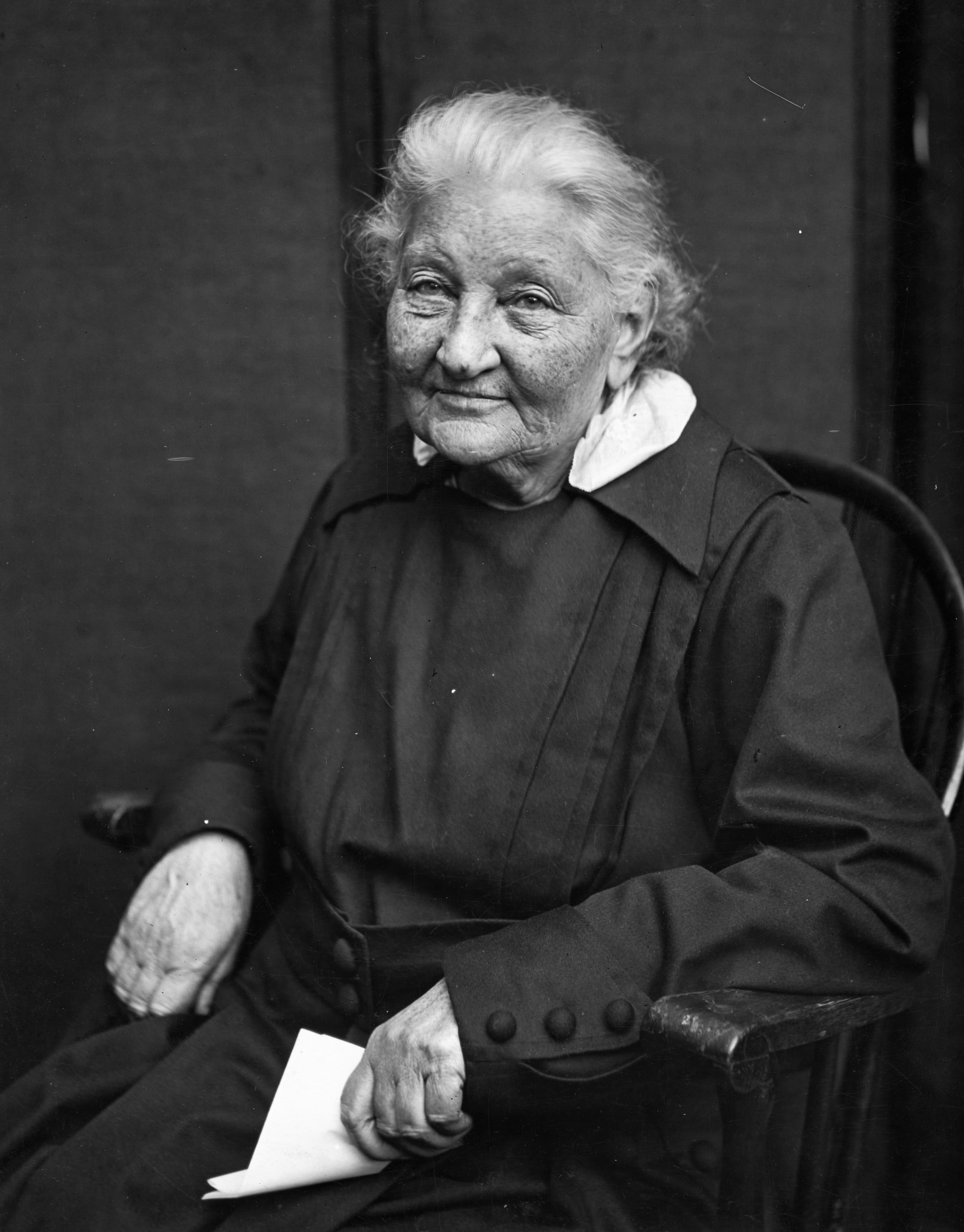
Brieszko-Brieszkowska w Nowym Jorku, 1919

Była deputowaną do Konstytuanty wybraną w listopadzie 1917 w guberni czernihowskiej z listy eserowców. Po rozpędzeniu Konstytuanty przez bolszewików brała w 1918 udział w pracach Komucza. Rok później opuściła Rosję i emigrowała najpierw do Stanów Zjednoczonych, stamtąd do Francji, a w 1924 do Czechosłowacji, gdzie mieszkała do końca życia. 
Jej syn Nikołaj Brieszko-Brieszkowski był pisarzem, dziennikarzem, działaczem politycznym rosyjskiej białej emigracji.